# Клузе (Эмсланд)
Клузе (нем. Kluse) — община в Германии, в земле Нижняя Саксония.
Входит в состав района Эмсланд. Подчиняется управлению Дёрпен. Население составляет 1502 человека (на 31 декабря 2010 года). Занимает площадь 25,26 км².

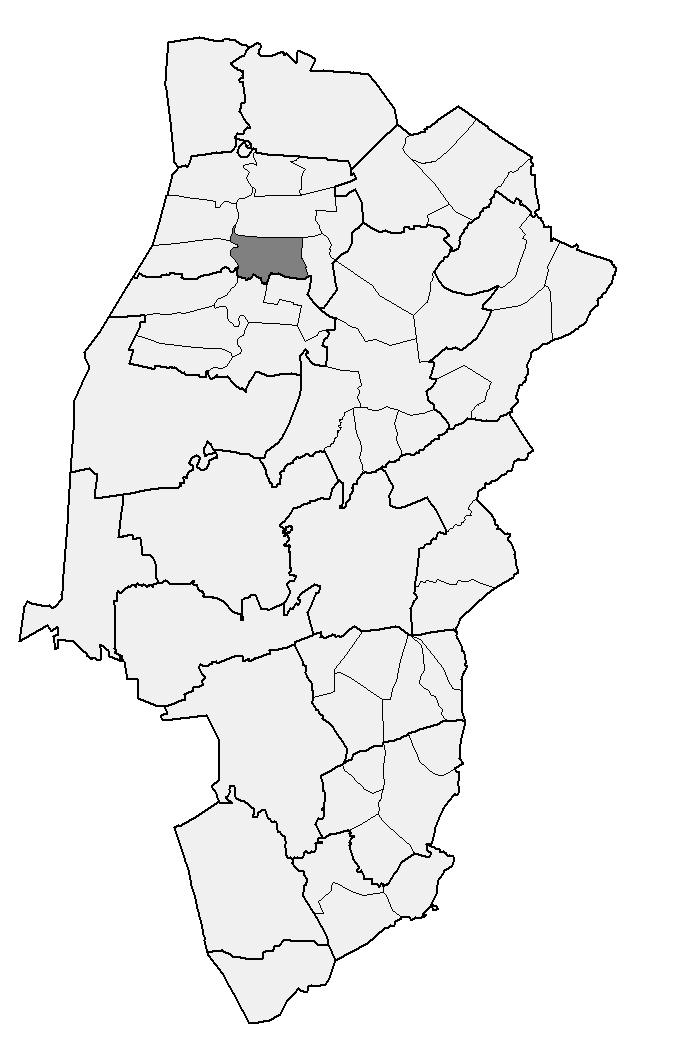
Клузе (Эмсланд)

| Год  | Население |
| ---- | --------- |
| 1990 | 1321      |
| 1995 | 1433      |
| 2000 | 1458      |
| 2005 | 1506      |
| 2010 | 1484      |